# Joachim Böhmer

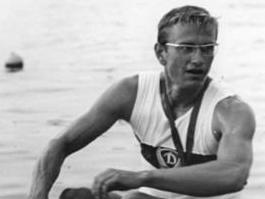
Joachim Böhmer nach dem Sieg bei der DDR-Meisterschaft 1970

Hans-Joachim Böhmer (* 1. Oktober 1940 in Berlin; † 28. Dezember 1999 ebenda) war ein Ruderer aus der DDR. 1972 wurde er Olympiadritter im Doppelzweier.

## Sportliche Entwicklung
Joachim Böhmer hatte 1953 mit dem Wanderrudern begonnen und nahm ab 1957 an Regatten teil. Der Ruderer vom SC Dynamo Berlin trat während seiner Laufbahn bei DDR-Meisterschaften in sieben verschiedenen Bootsklassen an und gewann insgesamt neun Meistertitel. Bei der Weltmeisterschaft 1966 gewann er Bronze mit dem Achter. 1969 siegte Böhmer bei der DDR-Meisterschaft im Einer und belegte bei der Europameisterschaft den zweiten Platz hinter Alberto Demiddi aber vor Jochen Meißner. Ab 1970 trat Böhmer mit Hans-Ulrich Schmied im Doppelzweier an. Die beiden gewannen Silber bei der Weltmeisterschaft 1970, Gold bei der Europameisterschaft 1971 und Bronze bei den Olympischen Spielen 1972 in München. 1971 wurde er mit dem Vaterländischen Verdienstorden in Bronze ausgezeichnet.
Böhmer war mit der Ruder-Europameisterin Irmgard Brendenal verheiratet. Der gelernte Brauer studierte später Staatswissenschaft und war dann als Kriminalist bei der Volkspolizei in Berlin-Köpenick tätig.